# SS Mont-Blanc
SS Mont-Blanc je bila čezoceanska parna transportna ladja s prostornino 3121 bruto registrskih ton, ki so jo splovili leta 1899 v britanski ladjedelnici Sir Raylton Dixon & Co. Leta 1915 jo je odkupila francoska družba Compagnie Générale Transatlantique (French Lines), v službi katere je bila med prvo svetovno vojno konec leta 1917 uničena v katastrofalni eksploziji tovora, ki je močno poškodovala tudi kanadsko mesto Halifax.

## Nesreča in uničenje
| Snov                                    | Količina     |
| --------------------------------------- | ------------ |
| pikrinska kislina (2,4,6-trinitrofenol) | 2.366,5 tone |
| trinitrotoluen                          | 500 ton      |
| benzol                                  | 246 ton      |
| nitroceluloza                           | 62,1 tone    |
| 90- in 95-mm strelivo                   | 300 kosov    |

Ladjo so novembra 1917 najeli za transport različnih vrst eksploziva iz New Yorka v Francijo. Iz New Yorka je odplula 1. decembra proti Halifaxu v Novi Škotski, da bi se priključila počasnemu čezatlantskemu konvoju. Njen kapitan je bil Aimé Le Medec. Ladja je bila polno naložila s trinitrotoluenom, pikrinsko kislino, gorivom benzolom in strelnim bombažem (nitrocelulozo), skupaj več kot 3000 ton visokoeksplozivnega tovora. Pred pristanišče je priplula 5. decembra zvečer, vendar ni mogla vpluti v zavarovani del zaliva, saj so bile protipodmorniške mreže že dvignjene za čez noč.
Naslednje jutro je prišel na krov izkušeni pilot Francis Mackey, da bi jo vodil skozi ožino pristanišča do kraja, kjer so se zbirale ladje. Zaprosil je za posebno varovanje, ki pa mu ga pristaniška uprava kljub nevarnemu tovoru ni dodelila. Približno na polovici poti je prekrižal pot norveškemu parniku SS Imo, ki je plul po napačni strani ožine. Mackay si ni upal izogniti trčenju s tem, da bi ladjo nasedel, saj se je bal, da bi sunek povzročil eksplozijo, SS Imo pa je signalizirala, da ne namerava spremeniti smeri. Pilota obeh ladij sta na koncu ukazala zaustavili motorje, a sta se ladji zaradi vztrajnosti približali in ob 8:45 po lokalnem času zaleteli.
Škoda zaradi nizke hitrosti ni bila velika, vendar je sunek prevrnil sode benzola na palubi SS Mont-Blanc, gorivo pa je nato steklo v podpalubje in ob stranici ladje do vode. Ko sta se ladji ločili, so iskre vnele benzol in požar je kmalu ušel izpod nadzora. Zaradi  grožnje eksplozije je kapitan ukazal posadki zapustiti ladjo. Ob 9:04 je požar vnel visokoeksplozivni tovor, kar je povzročilo orjaško eksplozijo. Ta je raztreščila SS Mont-Blanc, udarni val pa je nato potoval navzven in rušil vse pred seboj. Porušene ali močno poškodovane so bile vse zgradbe v krogu 2,6 km od mesta eksplozije, skupno preko 12.000 zgradb.
Od 41 članov posadke so preživeli vsi, razen 20-letnega topničarja Yvesa Quequinerja, ki je izkrvavel zaradi poškodb, ko so ga zadele padajoče razbitine. Po drugi strani je zaradi udara in rušenja stavb umrlo skoraj 2000 ljudi v Halifaxu in Dartmouthu na drugi strani ožine, še približno 9000 pa je bilo ranjenih. Vse do iznajdbe jedrskega orožja je bila to najmočnejša umetna eksplozija v zgodovini.

## Ostanki
SS Mont-Blanc je popolnoma raztreščilo; kosi trupa so leteli skoraj 300 m v zrak, drobci pa so nato deževali po bližnji in daljni okolici preko 5 km daleč. 90-mm top s premca (brez cevi, ki jo je povsem stalilo) je padel na tla blizu jezera Albro, približno 5,6 km stran od kraja eksplozije, pol tone težka palica sidra pa 3,2 kilometra južno pri kraju Armdale. Oba sta zdaj vdelana v spomenike na mestu, kjer sta pristala. Preostanek ladje se je potopil. Večje število kosov so med obnovo našli v domovih preživelih. Zdaj jih hrani Atlantski pomorski muzej (Maritime Museum of the Atlantic) v Halifaxu. Poleg tega je ohranjena tablica z imenom Mont-Blanc enega od reševalnih čolnov, ki so ga našli naplavljenega na obali 26. decembra.